# Tupari
I Tupari sono un gruppo etnico del Brasile con una popolazione stimata in 517 individui nel 2010 (Funasa).

## Lingua
Parlano la lingua Tupari (codice ISO 639: TUP) che appartiene alla famiglia linguistica Tupari.

## Insediamenti
Vivono nello stato brasiliano di Rondônia, nel territorio indigeno di Rio Branco (236.137 ettari, istituito nel 1986) compreso all'interno del comune di Costa Marques. I villaggi in cui sono stanziati sono: Serrinha, Trindade, Nazaré, Colorado, Encrenca, Cajuí, Estaleiro, Morro Pelado, Manduca, Castilho, Palhal, Bom Jesus e São Luis. Un altro gruppo è stanziato nel territorio indigeno di Rio Guaporé (115.788 ettari, istituito nel 1996 nel comune di Guarajá Mirim).

## Storia
Secondo l'etnologo Franz Caspar, all'inizio del XX secolo vi erano più di 3.000 Tupari quando si verificarono i primi contatti con i bianchi, in particolare con i raccoglitori di caucciù.